# Выходные данные
Выходные данные — один из основных элементов выходных сведений печатного издания, информация о выходе книги.
Выходными данными книжного издания являются:
- место выпуска издания;
- имя издателя;
- год выпуска издания[1].

Расположение выходных данных в печатном издании определяется по ГОСТу Р 7.0.4-2006. Для книжных изданий это — нижняя часть титульного листа.